# Porotrichum filiferum
Porotrichum filiferum är en bladmossart som beskrevs av Mitten 1869. Porotrichum filiferum ingår i släktet Porotrichum och familjen Neckeraceae. Inga underarter finns listade i Catalogue of Life.